# Irving Saladino
Irving Jahir Saladino Aranda (Colón, 1983. január 23. –) olimpiai- és világbajnok panamai távolugró. Ő Panama első olimpiai bajnoka.

## Életpályája
Irving Saladino 2002-ben a junior atlétika-világbajnokságon 7,30 méteres ugrásával nem jutott döntőbe, 2003-ban viszont Barquisimetóban a Dél-amerikai bajnokságon 7,46 méteres ugrásával már igen, sőt bronzérmes lett.
A nyolc méteres határt először 2004-ben tudta átugrani. A 2004-es olimpián viszont csak 7,42 méterre volt képes a selejtezőben, ezzel búcsúzott a további küzdelmektől.
Helsinkiben, a 2005-ös világbajnokságon 2,8 m/s-os hátszélben 8,20 méterig jutott és hatodik lett. A következő évben a moszkvai fedett pályás világbajnokságon a selejtezőt és a döntőt egybeszámítva ötször döntötte meg a dél-amerikai rekordot távolugrásban, és végül 8,29 méteres eredményével második lett, a ghánai Ignisious Gaisah mögött egy centiméterrel lemaradva. Szabadtéren még sikeresebb volt ebben az évben, ugyanis a hat IAAF Golden League versenyből ötöt megnyert.
Szabadtéren a 2007-es szezonban nagyszerű idényt produkált, veretlen maradt a világbajnokság kezdetéig, és ott sem talált legyőzőre. Irving Saladino megszerezte ezzel Panama első aranyérmét az atlétikai világbajnokságok történetében.
A 2008-as olimpián Pekingben 8,34 méteres ugrásával megszerezte élete első olimpiai bajnoki címét. Ez volt Panama első olimpiai aranyérme az olimpiai játékokon. Ezen az olimpián Irving Saladino vitte nemzete zászlaját a megnyitóünnepségen.